# Россия на летней Универсиаде 2015
Россия на XXVIII всемирной летней Универсиаде, которая проходила с 3 по 14 июля 2015 года в Кванджу, Республика Корея.

## Команда

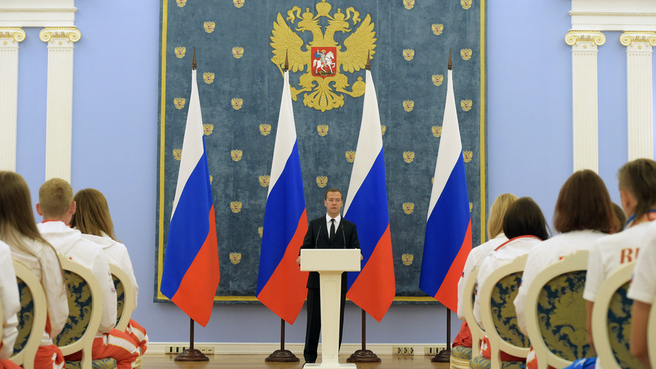
Встреча Дмитрий Медведев с победителями и призёрами XXVIII Всемирной летней универсиады. Вручение благодарностей Правительства Российской Федерации

Состав Национальной сборной Российской Федерации составляет около 669 человек, включая спортсменов, тренеров, руководителей, врачей и массажистов. В команду входит 471 спортсмен, в том числе восемь заслуженных мастеров спорта, а также 103 мастера спорта России международного класса, 236 мастеров спорта России и 114 кандидатов в мастера спорта.
В российскую спортивную делегацию включены представители 58 субъектов Российской Федерации. Наибольшее количество спортсменов из Москвы (112 человек), Республики Татарстан (40) и Санкт-Петербурга (30).

## Награды[2]

### Золото
| Золото | |                                                                |
| #      | Спортсмены | Вид спорта (дисциплина)                                        |
| 1      | Евгений Новосёлов, Вячеслав Новосёлов | Прыжки в воду (синхронный трамплин, 3 м)                       |
| 2      | Хасан Халмурзаев | Дзюдо (до 81 кг)                                               |
| 3      | Алла Сидоренко, Дарья Елизарова, Екатерина Крамаренко, Мария Пасека, Полина Фёдорова | Спортивная гимнастика (командное первенство)                   |
| 4      | Анна Башта | Фехтование (сабля)                                             |
| 5      | Наталья Авдеева, Мария Виноградова, Светлана Черкашнева | Стрельба из лука (составной лук, команда)                      |
| 6      | Мария Пасека | Спортивная гимнастика (опорный прыжок)                         |
| 7      | Екатерина Крамаренко | Спортивная гимнастика (разновысокие брусья)                    |
| 8      | Полина Фёдорова | Спортивная гимнастика (вольные упражнения)                     |
| 9      | Евгений Коптелов | Плавание (баттерфляй, 200 м)                                   |
| 10     | Никита Суханов, Андрей Щепетков, Дмитрий Брайко | Стрельба (скоростной пистолет, 25 м, команда)                  |
| 11     | Кирилл Григорьян | Стрельба (винтовка лёжа, 50 м)                                 |
| 12     | Алла Кулятина | Легкая атлетика (бег, 10000 м)                                 |
| 13     | Александр Бондарь, Николай Теплый, Анатолий Федоров | Стрельба (скит)                                                |
| 14     | Дарья Говор, Игорь Мялин | Прыжки в воду (смешанная команда)                              |
| 15     | Юлия Пидлужная | Легкая атлетика (прыжок в длину)                               |
| 16     | Дмитрий Сорокин | Легкая атлетика (тройной прыжок)                               |
| 17     | Евгений Коптелов | Плавание (баттерфляй, 100 м)                                   |
| 18     | Игорь Максимов | Легкая атлетика (бег, 10000 м)                                 |
| 19     | Юлия Мальцева | Легкая атлетика (метание диска)                                |
| 20     | Анися Кирдяпкина | Легкая атлетика (ходьба, 20 км)                                |
| 21     | Анися Кирдяпкина, Марина Пандакова, София Бродацкая, Лина Калуцкая | Легкая атлетика (ходьба, 20 км, команда)                       |
| 22     | Розалия Насретдинова | Плавание (вольный стиль, 50 м)                                 |
| 23     | Алексей Харитонов | Легкая атлетика (бег, 1500 м)                                  |
| 24     | Екатерина Соколенко | Легкая атлетика (бег, 3000 м с препятствиями)                  |
| 25     | Даниил Цыплаков | Легкая атлетика (прыжок в высоту)                              |
| 26     | Андрей Шабасов, Олег Костин, Евгений Коптелов, Михаил Полищук, Никита Ульянов, Кирилл Пригода, Александр Садовников, Олег Тихобаев | Плавание (4×100 м, комбинированная эстафета, мужчины)          |
| 27     | Антон Евсиков | Плавание (10 км)                                               |
| 28     | Екатерина Конева | Легкая атлетика (тройной прыжок)                               |
| 29     | Светлана Сербина, Анастасия Барчук, Анастасия Бавыкина, Екатерина Романенко, Дарья Писаренко, Дарья Исаева, Ирина Заряжко, Ирина Филиштинская, Анастасия Чёрная, Ирина Малькова, Ирина Воронкова, Олеся Николаева                                                                      | Волейбол (женщины)                                             |
| 30     | Дарья Автономова, Валентина Калинина, Дарья Колобова, Юлия Косарева, Ирина Никишова, Анастасия Осипова | Художественная гимнастика (многоборье в групповых упражнениях) |
| 31     | Павел Шалин | Легкая атлетика (прыжок в длину)                               |
| 32     | Павел Панков, Дмитрий Ковалёв, Максим Жигалов, Илья Власов, Ильяс Куркаев, Александр Кимеров, Игорь Филиппов, Егор Феоктистов, Александр Маркин, Егор Клюка, Сергей Никитин, Алексей Кабешов                                                                                           | Волейбол (мужчины)                                             |
| 33     | Дарья Автономова, Валентина Калинина, Дарья Колобова, Юлия Косарева, Ирина Никишова, Анастасия Осипова | Художественная гимнастика (групповые соревнования, 5 лент)     |
| 34     | Дарья Вахтерова, Елена Уткина, Эвелина Аношкина, Вероника Гаранина, Полина Горшкова, Анастасия Кудряшова, Наталья Чигиринова, Ксения Карпачёва, Валентина Гончарова, Анна Вяхирева, Ксения Макеева, Алёна Ихнева, Анна Шукалова, Наталья Решетникова, Евгения Петрова, Полина Ведёхина | Гандбол (женщины)                                              |

### Серебро
| Серебро | |                                               |
| #       | Спортсмены | Вид спорта (дисциплина)                       |
| 1       | Евгений Новосёлов | Прыжки в воду (трамплин, 1 м)                 |
| 2       | Алёна Качоровская | Дзюдо (до 78 кг)                              |
| 3       | Магомед Нажмудинов | Дзюдо (свыше 100 кг)                          |
| 4       | Виктория Кузьменкова | Фехтование (шпага)                            |
| 5       | Дмитрий Даниленко | Фехтование (сабля)                            |
| 6       | Светлана Крашенинникова, Зоя Хохлова, Екатерина Рабая | Стрельба (трап)                               |
| 7       | Хусен Халмурзаев | Дзюдо (до 90 кг)                              |
| 8       | Светлана Трипапина | Фехтование (рапира)                           |
| 9       | Светлана Чимрова | Плавание (баттерфляй, 50 м)                   |
| 10      | Ринат Аюпов | Стрельба (пистолет, 50 м)                     |
| 11      | Ринат Аюпов, Николай Килин, Руслан Вислогузов | Стрельба (пистолет, 50 м, команда)            |
| 12      | Александр Пивоваров | Фехтование (рапира)                           |
| 13      | Полина Фёдорова | Спортивная гимнастика (бревно)                |
| 14      | Алёна Комарова, Елена Шашарина, Юлия Личагина, Виктория Кузьменкова | Фехтование (шпага, команда)                   |
| 15      | Дарья Елизарова | Спортивная гимнастика (вольные упражнения)    |
| 16      | Мария Мелещенко, Наталья Виноградова, Екатерина Бегоулова | Стрельба (скит, команда)                      |
| 17      | Никита Суханов | Стрельба (скоростной пистолет, 25 м)          |
| 18      | Наталья Виноградова | Стрельба (скит)                               |
| 19      | Гульшат Фазлитдинова | Легкая атлетика (бег, 10000 м)                |
| 20      | Валентина Протасова | Стрельба (винтовка с трёх позиций, 50 м)      |
| 21      | Александр Бондарь | Стрельба (скит)                               |
| 22      | Игорь Мялин | Прыжки в воду (вышка, 10 м)                   |
| 23      | Егор Гальперин, Александр Кандрашин, Игорь Мялин, Евгений Новосёлов, Вячеслав Новосёлов, Герман Строев | Прыжки в воду (командный зачет)               |
| 24      | Александра Шаталова, Анна Башта, Евгения Карболина, Алина Мещерякова | Фехтование (сабля, команда)                   |
| 25      | Марина Пандакова | Легкая атлетика (ходьба, 20 км)               |
| 26      | Антон Слепушкин, Артём Некрасов, Максим Лазарев | Стрельба (дубль-трап, команда)                |
| 27      | Артём Некрасов | Стрельба (дубль-трап)                         |
| 28      | Кирилл Григорьян | Стрельба (винтовка с трёх позиций, 50 м)      |
| 29      | Елизавета Базарова | Плавание (вольный стиль, 50 м)                |
| 30      | Нина Морозова | Легкая атлетика (бег, 110 м с барьерами)      |
| 31      | Наталья Власова | Легкая атлетика (бег, 3000 м с препятствиями) |
| 32      | Константин Шабанов | Легкая атлетика (бег, 110 м с барьерами)      |
| 33      | Илья Мудров | Легкая атлетика (прыжок с шестом)             |
| 34      | Аслан Карацев | Теннис (одиночный разряд)                     |
| 35      | Василий Копейкин | Легкая атлетика (прыжок в длину)              |
| 36      | Елена Зуйкевич, Ирина Такунцева, Кристина Мальвинова, Лилия Гафиятуллина | Легкая атлетика (4×400 м эстафета, женщины)   |
| 37      | Елена Кочнева, Юлия Гриченко, Дарья Макаренко, Любовь Кипяткова, Валентина Орлова, Екатерина Дмитренко, Анна Кожникова, Ксения Цыбутович, Наталья Осипова, Елена Морозова, Эльвира Зиястинова, Карина Блынская, Анастасия Поздеева, Елена Терехова, Юлия Бессолова, Елена Костарева, Екатерина Пантюхина, Алёна Нургалиева, Анна Чоловяга, Маргарита Черномырдина. | Футбол (женщины)                              |
| 38      | Мария Титова | Художественная гимнастика (обруч)             |
| 39      | Алина Икаева, Татьяна Кудашова, Елена Евлампиева, Юлия Турутина | Тхэквондо (женщины, команда, кёруги)          |

### Бронза
| Бронза | |                                                                      |
| #      | Спортсмены | Вид спорта (дисциплина)                                              |
| 1      | Нияз Билалов | Дзюдо (до 100 кг)                                                    |
| 2      | Полина Лапшина, Маргарита Нестерова, Елизавета Базарова, Розалия Насретдинова | Плавание (4×100 м эстафета, вольный стиль, женщины)                  |
| 3      | Иван Кузьменко, Александр Тихонов, Олег Тихобаев, Михаил Полищук, Дмитрий Ермаков | Плавание (4×100 м эстафета, вольный стиль, мужчины)                  |
| 4      | Юлия Личагина | Фехтование (шпага)                                                   |
| 5      | Кристина Новалинская | Фехтование (рапира)                                                  |
| 6      | Анастасия Рыжих, Маргарита Семенова, Алёна Дорошкевич | Стрельба (пистолет, 25 м, команда)                                   |
| 7      | Анзаур Арданов | Дзюдо (до 66 кг)                                                     |
| 8      | Дарья Елизарова | Спортивная гимнастика (опорный прыжок)                               |
| 9      | Мария Пасека | Спортивная гимнастика (разновысокие брусья)                          |
| 10     | Егор Гальперин, Игорь Мялин | Прыжки в воду (синхронная вышка, 10м)                                |
| 11     | Альберт Огузов | Дзюдо (до 60 кг)                                                     |
| 12     | Александра Бабинцева | Дзюдо (свыше 78 кг)                                                  |
| 13     | Никита Ульянов | Плавание (на спине, 50 м)                                            |
| 14     | Маргарита Семёнова, Алёна Дорошкевич, Регина Ризванова | Стрельба (пневматический пистолет, 10 м, команда)                    |
| 15     | Галсан Базаржапов, Баир Цыбекдоржиев, Артём Мохненко | Стрельба из лука (олимпийский лук, команда)                          |
| 16     | Инна Степанова, Туяна Дашидоржиева, Анна Балсукова | Стрельба из лука (олимпийский лук, команда)                          |
| 17     | Галсан Базаржапов, Инна Степанова | Стрельба из лука (олимпийский лук, микст)                            |
| 18     | Кристина Новалинская, Лейла Пириева, Оксана Погребняк, Светлана Трипанина | Фехтование (рапира, команда)                                         |
| 19     | Анна Дмитриева, Лилия Лотфуллина, Анастасия Конкина, Пари Суракатова, Алёна Прокопенко, Александра Бабинцева, Алёна Качоровская, Айдана Нагорова                                                                                       | Дзюдо (команда)                                                      |
| 20     | Мария Мелещенко | Стрельба (скит)                                                      |
| 21     | Анзур Арданов, Альберт Огузов, Зелимхан Оздоев, Хасан Халмурзаев, Хусен Халмурзаев, Нияз Билалов, Магомед Нажмудинов, Степан Саркисян                                                                                                  | Дзюдо (команда)                                                      |
| 22     | Александр Буланов | Легкая атлетика (толкание ядра)                                      |
| 23     | Сергей Шарипов, Александр Назаров, Владислав Максимов | Легкая атлетика (ходьба, 20 км, команда)                             |
| 24     | Дмитрий Брайко, Андрей Щепетков, Никита Суханов | Стрельба (пистолет, 25 м, команда)                                   |
| 25     | Дмитрий Брайко | Стрельба (пистолет, 25 м)                                            |
| 26     | Елена Аникина, Дарья Говор, Анастасия Козлова, Ольга Кулемина, Элина Ридель, Диана Чаплиева | Прыжки в воду (командный зачет)                                      |
| 27     | Владислав Тен | Тхэквондо (до 54 кг)                                                 |
| 28     | Елена Козлова | Легкая атлетика (бег, 100 м)                                         |
| 29     | Андрей Шабасов | Плавание (на спине, 200 м)                                           |
| 30     | Николай Килин, Ринат Аюпов, Руслан Вислогузов | Стрельба (пневматический пистолет, 10 м, команда)                    |
| 31     | Кирилл Григорьян, Дмитрий Седов, Михаил Бурчалин | Стрельба (винтовка с трёх позиций, 50 м, команда)                    |
| 32     | Ренат Тухватуллин | Тхэквондо (до 58 кг)                                                 |
| 33     | Ирина Такунцева | Легкая атлетика (бег с препятствиями, 400 м)                         |
| 34     | Иван Шаблюев | Легкая атлетика (бег с препятствиями, 400 м)                         |
| 35     | Вероника Кудерметова, Аслан Карацев | Теннис (смешанный парный разряд)                                     |
| 36     | Аслан Карацев, Евгений Тюрнев | Теннис (мужская сборная)                                             |
| 37     | Тарас Мерзликин, Яна Носкова | Настольный теннис (смешанный парный разряд)                          |
| 38     | Саид Устаев | Тхэквондо (до 74 кг)                                                 |
| 39     | Алина Икаева | Тхэквондо (свыше 73 кг)                                              |
| 40     | Юрий Клопцов | Легкая атлетика (бег, 3000 м с препятствиями)                        |
| 41     | Анна Петрич | Легкая атлетика (семиборье)                                          |
| 42     | Кристина Угарова | Легкая атлетика (бег, 1500 м)                                        |
| 43     | Ринас Ахмадеев | Легкая атлетика (бег, 5000 м)                                        |
| 44     | Мария Титова | Художественная гимнастика (мяч)                                      |
| 45     | Дарья Автономова, Валентина Калинина, Дарья Колобова, Юлия Косарева, Ирина Никишова, Анастасия Осипова | Художественная гимнастика (групповые соревнования, 6 булав/2 обруча) |
| 46     | Юлия Гладкова, Марита Давыдова, Мария Кайтукова, Виктория Медведева, Дарья Намок, Ольга Новикова, Юлия Полуянова, Олеся Седлецкая, Александра Столяр, Ксения Тихоненко, Евгения Финогентова, Анастасия Шилова                          | Баскетбол (женщины)                                                  |
| 47     | Павел Антипов, Никита Баринов, Артём Вихров, Александр Гудумак, Андрей Десятников, Виктор Заряжко, Денис Захаров, Станислав Ильницкий, Артём Клименко, Артём Комолов, Михаил Кулагин, Иван Стребков                                    | Баскетбол (мужчины)                                                  |
| 48     | Вячеслав Минин, Алексей Плужников, Ренат Тухватуллин, Саид Устаев | Тхэквондо (мужчины, команда, кёруги)                                 |
| 49     | Евгения Абдризякова, Мария Донских, Татьяна Зубкова, Татьяна Ковина, Валерия Колмакова, Ольга Корякина, Алина Литовченко, Кристина Незнамова, Мария Нижебойченко, Марина Савицкая, Анастасия Симанович, Анна Устюхина, Наталья Чурзина | Водное поло (женщины)                                                |